# Srbovo
Srbovo (cyr. Србово) – wieś w Serbii, w okręgu borskim, w gminie Negotin. W 2011 roku liczyła 444 mieszkańców.